# Novo Cabrais
Novo Cabrais – miasto i gmina w Brazylii, w stanie Rio Grande do Sul. Znajduje się w mezoregionie Centro Oriental Rio-Grandense i mikroregionie Cachoeira do Sul.